# Ibrahim Balla
Ibrahim Balla, ps. La Bala (ur. 1 października 1990 w Melbourne) – australijski bokser pochodzenia albańskiego, uczestnik Letnich Igrzysk Olimpijskich 2012.

## Życiorys i kariera
Ukończył szkołę podstawową oraz średnią w Melbourne, następnie uczęszczał do Australijskiego Instytutu Sportu w Canberze.
Karierę bokserską rozpoczął w 2001 roku, był trenowany przez swojego ojca Nuriego oraz wujka Mitata. Już w tym samym roku zdobył tytuł mistrza Australii juniorów, powtarzając to także w roku 2002. W roku 2004 został uhonorowany tytułem mistrza Australii w kategorii wiekowej do lat 16.
W 2008 roku otrzymał tytuł mistrza Australii w kategorii wiekowej do lat 19, następnie uczestniczył w tym roku w Igrzyskach Wspólnoty Narodów Młodzieży w Pune. Pokonał na punkty w ćwierćfinale papuaskiego zawodnika Serdricka Bulu Yonny’ego, a w półfinale także na punkty wygrał ze Szkotem Jonathanem Sloweyem; Balla przegrał jednak na punkty w finale z Anglikiem Iainem Weaverem, jednak zdobył srebrny medal w tychże igrzyskach.
W 2009 roku uczestniczył w Mistrzostwach Świata w Boksie, które odbyły się w Mediolanie; przegrał na nich walkę w pierwszej rundzie z amerykańskim zawodnikiem Kevinem Riversem.
W 2010 roku wygrał kwalifikację do odbywających się w Nowym Delhi Igrzysk Wspólnoty Narodów dzięki wygranej na punkty z Lesotyjczykiem Emanuelem Thabiso Nketu; Balla przegrał jednak na punkty w eliminacjach w drugiej rundzie z północnoirlandzkim zawodnikiem Tyronem McCullaghem, zdobywając na tych igrzyskach 8. miejsce. Australijczyk zdobył natomiast srebrny medal na Turnieju Bokserskim im. Konstantina Korotkowa w Chabarowsku.
W 2011 roku zajął 3. miejsce w koguciej kategorii wagowej w Mistrzostwach Australii w boksie, które odbyły się w Melbourne. Zdobył również złoty medal na Igrzyskach Arafura w Darwin w wadze koguciej.
W 2012 roku otrzymał tytuł mistrza Australii dzięki wygraniu mistrzostw, które odbyły się w Hobart. W tymże roku wygrał w Canberze kwalifikacje do Mistrzostw Australii i Oceanii; umożliwiło mu to także reprezentowanie Australii w boksie w wadze koguciej na Letnich Igrzyskach Olimpijskich w Londynie. Balla pokonał na igrzyskach marokańskiego zawodnika Aboubakra Seddika Lbidę, natomiast przegrał walkę z Bułgarem Detelinem Dałakliewem; ostatecznie Australijczyk zdobył 9. miejsce.
21 lutego 2013 roku na The Melbourne Pavilion znokautował w pierwszej rundzie Filipińczyka Jaspera Buhata. 25 lipca Balla pokonał w pierwszej rundzie tajskiego zawodnika Ekkalaka Saenchana. 12 września Australijczyk wygrał z innym tajskim zawodnikiem Anuntachaia Somnueka na mocy jednomyślnej decyzji sędziów.
1 marca 2014 roku Balla znokautował w drugiej rundzie Taja Kitiraia Kheawsweia. 25 sierpnia pokonał kolejnego tajskiego zawodnika Akraponga Nakthaema przez nokaut techniczny. 15 sierpnia na mocy jednomyślnej decyzji sędziów Balla wygrał także pojedynek w szóstej rundzie z tajskim zawodnikiem Aekkaweem Kaewmaneem.
5 czerwca 2015 roku Balla wygrał z Filipińczykiem Alvinem Baisem przez nokaut techniczny w drugiej rundzie, a 7 sierpnia tegoż roku Australijczyk wygrał z innym filipińskim zawodnikiem Robertem Lerio na mocy jednomyślnej decyzji sędziów w dziesiątej rundzie; dzięki temu Balla otrzymał tytuł mistrza Australii w wadze superkoguciej.
18 marca 2016 roku zmierzył się z australijskim zawodnikiem Emanuelem Micallefem, którego Balla pokonał przez nokaut techniczny w drugiej rundzie, otrzymując również tytuł mistrza Australii w wadze piórkowej. 11 czerwca Balla został pokonany w Bendigo Stadium w trzeciej rundzie przez Filipińczyka Neila Johna Tabanao przez nokaut techniczny. Wygrał natomiast walkę w Function Centre Melbourne Park w piątej rundzie z Indonezyjczykiem Agusem Kustiawanem, która odbyła się 10 grudnia tegoż roku.
18 marca 2017 roku na mocy jednomyślnej decyzji sędziów Balla wygrał w dziesiątej rundzie z Filipińczykiem Vergilem Putonem. Tym samym sposobem również w dziesiątej rundzie australijski zawodnik wygrał walki z innym Filipińczykiem Silvesterem Lopezem oraz Tanzańczykiem Salimu Jengo; pojedynki odbyły się odpowiednio 19 września oraz 21 października 2017 roku.
11 marca 2018 roku Balla został znokautowany przez Filipińczyka Jessiego Crisa Rosalesa; pojedynek odbył się w Grand Star Receptions w Melbourne.
5 marca 2022 roku wygrał na punkty w The Melbourne Pavilion pojedynek z fidżyjskim zawodnikiem Krishnilem Mudaliarem. 16 grudnia Balla wygrał walkę na punkty z Nowozelandczykiem Shivą Mishrą.

## Życie prywatne
Ma brata Qamila, który również jest bokserem.